# Asamblea Nacional de Bután
La Asamblea Nacional es la cámara baja del Parlamento de Bután.

## Historia
La Asamblea Nacional fue decretada originalmente en 1953 por el Druk Gyalpo Jigme Dorji Wangchuck. En sus inicios, se trataba de una asamblea unicameral, dentro del marco de contribución al proceso de democratización. En 1971, el rey le otorgó el derecho a destituirlo a él mismo o a cualquiera de sus sucesores, con una mayoría de dos tercios del total del pleno (cuórum). Asimismo, el proceso de moción de abdicación es parte de la Constitución de 2008, y debe ser aprobada por una mayoría de tres cuartos, en una sesión conjunta de las dos cámaras del Parlamento. De no ser así, se someterá la resolución a un referéndum nacional.
Las elecciones generales de 2008 determinaron la primera composición del pleno, en virtud de la nueva Constitución. En las mismas, el Partido Paz y Prosperidad (DPT), liderado por Jigme Thinley obtuvo una victoria aplastante, consiguiendo 45 escaños. El Partido Democrático Popular (PDP) ganó los dos escaños restantes, además, su líder, Sangay Ngedup, perdió las elecciones en su circunscripción.
En virtud de la Sección I del Artículo 12 de la Constitución de 2008, la Asamblea Nacional se compone de un máximo de 55 miembros elegidos directamente por la ciudadanía, en las circunscripciones de cada dzongkhag (distrito).
Bajo este sistema de circunscripción uninominal, cada circunscripción está representada por un miembro de la Asamblea Nacional; cada uno de los 20 Dzongkhags debe estar representado por entre 2 y 7 miembros. A su vez,  los distritos electorales se redistribuyen cada 10 años, para reflejar los cambios en la población de votantes registrados. La Asamblea Nacional se reúne al menos dos veces al año y elige a un Presidente y Vicepresidente de entre sus miembros. A diferencia del Consejo Nacional, los miembros de la cámara baja del Parlamento, pueden ser afiliados a partidos políticos.
En las elecciones a la Asamblea Nacional de 2013, el Partido Democrático del Pueblo obtuvo 32 escaños, mientras que el DPT solo logró conseguir 15.

## Sistema electoral
La Asamblea Nacional se compone de cuarenta y siete miembros, elegidos por voto popular en las circunscripciones de cada dzongkhag (distrito), de acuerdo con las leyes electorales. En primer lugar se realizan unas elecciones primarias, para más tarde llevarse a cabo una primera vuelta de votación, en la que los candidatos se eligen mediante escrutinio mayoritario uninominal.

## Presidentes
A continuación, la lista completa de Presidentes de la Asamblea Nacional.
| Nombre                  | Mandato | Mandato  |
| Nombre                  | Inicio  | Fin      |
| ----------------------- | ------- | -------- |
| Dasho Kesang Dawa       | 1953    | 1955     |
| Dasho Thinley Dorji     | 1956    | 1963     |
| Dasho Tamji Jagar       | 1964    | 1965     |
| Nidup Yanglop           | 1966    | 1968     |
| Dasho Kesang Dawa       | 1969    | 1971     |
| Dasho Shingkhar Lam     | 1971    | 1974     |
| Nidup Yanglop           | 1974    | 1977     |
| Dasho Tamji Jagar       | 1977    | 1988     |
| Lyonpo Sangye Penjor    | 1988    | 1989     |
| Dasho Passang Dorji     | 1989    | 1997     |
| Lyonpo Kinzang Dorji    | 1997    | 2000     |
| Dasho Ugyen Dorji       | 2000    | 2007     |
| Lyonpo Jigme Tshultim   | 2008    | 2013     |
| Lyonpo Jigme Zangpo     | 2013    | 2018     |
| Lyonpo Wangchuk Namgyel | 2018    | Presente |

Un mapa de Bután que muestra sus 20 dzongkhags. Actualmente, cada dzongkhag tiene entre dos y cinco distritos electorales de la Asamblea Nacional.

Cada asambleísta representa una circunscripción geográfica única. Actualmente, hay 47 circunscripciones electorales de la Asamblea Nacional.
Las circunscripciones electorales se distribuyen entre los dzongkhags en proporción a su población de votantes registrados según lo establecido por la Comisión de Delimitación, siempre que "ningún Dzongkhag tenga menos de dos más de siete distritos electorales de la Asamblea Nacional".
La circunscripción de Gelegphu (NA1301) cuenta con 16.283 votantes registrados, siendo el distrito con más electores; mientras que Khatoed_Laya (NA0402) tiene el menor número de votantes registrados con 966.
El dzongkhag (distrito) de Trashigang tiene 5 circunscripciones, siendo el que más posee. Samtse, con cuatro distritos electorales, tiene el segundo mayor número, mientras que Mongar y Pema Gatshel, con tres circunscripciones cada uno, comparten la tercera posición más alta. Los otros 16 dzongkhags tienen dos cada uno.
s.
| Código | Nombre                                                | Dzongkhag        | Número de Gewogs | Electores registrados |
| ------ | ----------------------------------------------------- | ---------------- | ---------------- | --------------------- |
| NA0101 | Chhoekhor_Tang                                        | Bumthang         | 2                | 5 721                 |
| NA0102 | Chhumig_Ura                                           | Bumthang         | 2                | 3 498                 |
| NA0201 | Bongo_Chapchha                                        | Chhukha          | 5                | 13 512                |
| NA0202 | Phuentshogling                                        | Chhukha          | 6                | 10 228                |
| NA0301 | Drukjeygang_ Tseza                                    | Dagana           | 7                | 11 521                |
| NA0302 | Lhamoi Dzingkha _Tashiding                            | Dagana           | 7                | 11327                 |
| NA0401 | Khamaed_Lunana                                        | Gasa             | 2                | 968                   |
| NA0402 | Khatoed_Laya                                          | Gasa             | 2                | 966                   |
| NA0501 | Bji_Kar-tshog_Uesu                                    | Haa              | 3                | 3 982                 |
| NA0502 | Sangbaykha                                            | Haa              | 3                | 3 361                 |
| NA0601 | Gangzur_Minjey                                        | Lhuentse         | 4                | 7 717                 |
| NA0602 | Maenbi_Tsaenkhar                                      | Lhuentse         | 4                | 7644                  |
| NA0701 | Dramedtse_Ngatshang                                   | Mongar           | 7                | 12600                 |
| NA0702 | Kengkhar_Weringla                                     | Mongar           | 5                | 10 254                |
| NA0703 | Monggar                                               | Mongar           | 5                | 10 008                |
| NA0801 | Dokar_Sharpa                                          | Paro             | 4                | 8 209                 |
| NA0802 | Lamgong_Wangchang                                     | Paro             | 6                | 9 512                 |
| NA0901 | Khar_Yurung                                           | Pema Gatshel     | 5                | 9 032                 |
| NA0902 | Nanong_Shumar                                         | Pema Gatshel     | 3                | 8 809                 |
| NA0903 | Nganglam                                              | Pema Gatshel     | 3                | 6 662                 |
| NA1001 | Kabisa_Talog                                          | Punakha          | 6                | 9 293                 |
| NA1002 | Lingmukha_Toedwang                                    | Punakha          | 5                | 6 475                 |
| NA1101 | Dewathang_Gomdar                                      | Samdrup Jongkhar | 5                | 13 429                |
| NA1102 | Jomotsangkha_Martshala                                | Samdrup Jongkhar | 6                | 10 153                |
| NA1201 | Dophuchen_Tading                                      | Samtse           | 4                | 12 536                |
| NA1202 | Phuentshogpelri_Samtse                                | Samtse           | 3                | 10 229                |
| NA1203 | Tashichhoeling                                        | Samtse           | 4                | 12 376                |
| NA1204 | Ugyentse_Yoeseltse                                    | Samtse           | 4                | 9 186                 |
| NA1301 | Gelegphu                                              | Sarpang          | 7                | 16 283                |
| NA1302 | Shompangkha                                           | Sarpang          | 5                | 12 451                |
| NA1401 | North Thimphu Thromde_Kawang_Lingzhi_Naro_Soe         | Thimphu          | 4                | 5446                  |
| NA1402 | South Thimphu Thromde_Chang_Darkarla_Ge-nyen_Maedwang | Thimphu          | 4                | 8124                  |
| NA1501 | Bartsham_Shongphu                                     | Trashigang       | 4                | 10 688                |
| NA1502 | Kanglung_Samkhar_Udzorong                             | Trashigang       | 3                | 10 311                |
| NA1503 | Radhi_Sagteng                                         | Trashigang       | 4                | 9 155                 |
| NA1504 | Thrimshing                                            | Trashigang       | 2                | 6 550                 |
| NA1505 | Wamrong                                               | Trashigang       | 2                | 7 821                 |
| NA1601 | Boomdeling_Jamkhar                                    | Trashi Yangtse   | 4                | 8 793                 |
| NA1602 | Khamdang_Ramjar                                       | Trashi Yangtse   | 4                | 8 740                 |
| NA1701 | Draagteng_Langthil                                    | Trongsa          | 3                | 5 558                 |
| NA1702 | Nubi_Tangsibji                                        | Trongsa          | 2                | 4 163                 |
| NA1801 | Kilkhorthang_Mendrelgang                              | Tsirang          | 6                | 11 080                |
| NA1802 | Sergithang_Tsirangtoed                                | Tsirang          | 6                | 10 527                |
| NA1901 | Athang_Thedtsho                                       | Wangdue Phodrang | 8                | 9 249                 |
| NA1902 | Nyishog_Saephu                                        | Wangdue Phodrang | 7                | 9 635                 |
| NA2001 | Bardo_Trong                                           | Zhemgang         | 4                | 10 157                |
| NA2002 | Panbang                                               | Zhemgang         | 4                | 7 211                 |